# Niki de Saint Phalle (1995)
Niki de Saint Phalle ist ein deutsch-schweizerischer Dokumentarfilm von Peter Schamoni aus dem Jahr 1995. Der Langtitel des Films lautet Niki de Saint Phalle: Wer ist das Monster – Du oder ich?

## Handlung
Niki de Saint Phalle wird über Szenen von Schießbilder-Aktionen und Ausschnitte aus ihrem experimentellen Film Daddy vorgestellt, Jean Tinguely stellt sich als Künstler, der Maschinen schafft, die zu nichts nütze sind, vor. Beide inszenieren 1962 die Anti-Atom-Kunstaktion Das Ende der Welt in der Wüste von Nevada.
Niki de Saint Phalle rekapituliert ihre künstlerische Entwicklung. Sie wurde als Catherine Marie-Agnès Fal de Saint Phalle geboren: Ihre Mutter nannte sie jedoch Niki, da der Name besser zu ihr passte. Auch als Rebellion gegen ihre Familie behielt sie den Namen bei, als sie als Künstlerin aktiv wurde. Sie begann mit den aggressiven Schießbildern, in denen sie ihre Wut gegen Männer, ihre Familie und die Menschheit ausdrücken konnte. Statt Terroristin zu werden, wurde sie zu einer Terroristin der Kunst, sagt sie. Von der Wut führte ihre Kunst zum Schmerz, so entstanden leidende Frauenfiguren, unter anderem Prostituierte, Gebärende und Bräute. Eines Tages war der Schmerz in ihr vorbei und sie konnte mit den Nanas Figuren der Freude schaffen, die sie zugleich als Verherrlichung der Frau empfindet.
Auf Veranlassung von Pontus Hultén schuf sie für das Moderna Museet in Stockholm die übergroße Nana Hon, die ein riesiger Erfolg wurde. Neben dem Bau der Skulptur wird auch der anschließende Abbau gezeigt. Ausschnitte aus einer Tanzperformance von Roland Petit mit Nanas werden gezeigt sowie die Figurengruppe Le paradis fantastique von Niki de Saint Phalle und Jean Tinguely für das Dach des französischen Pavillons auf der Expo 67 in Kanada. Im Jahr 1970 schuf sie einen Kinderspielplatz für ein Armenviertel in Jerusalem, es folgten Nanas für Hannover sowie ein Spielhaus in Belgien. Niki de Saint Phalle hat dabei zunehmend gesundheitliche Probleme, die sie auf eine Polyesterallergie zurückführt. Teilweise arbeitet sie mit einem Sauerstoffgerät. Von den Nanas ausgehend schuf sie eine Variation, die alles verschlingenden Mütter, die Tinguely abstoßend fand. Eine weitere Wandlung wurden schließlich in den 1970er-Jahren die Filme, bei denen sie Regie führte und auch als Darstellerin auftrat. Im experimentellen Langfilm Daddy richtet sie sich gegen Männer und vor allem Vaterfiguren und verarbeitete damit halbdokumentarisch die Vergewaltigung durch ihren Vater im Kindesalter. Un rêve plus long que la nuit (Ein Traum länger als die Nacht) mit ihrer Tochter als Hauptdarstellerin zeigt die Hölle der Erwachsenenwelt. Als sie sich zwischen dem Film und der Bildhauerei entscheiden musste, entschied sie sich für Letzteres.
Im Alter von 50 Jahren erhält sie von Freunden Land in der Toskana und widmet sich ihrer Lebensaufgabe, dem Bau des Tarotgartens. Im Skulpturengarten dominieren die Materialien Glas und Keramik und Spiegel. Niki de Saint Phalle stellt ihre Lieblingsorte des Gartens vor. Weitere Arbeiten, wie der Strawinsky-Brunnen in Paris werden gezeigt und erklärt. Tinguely stirbt 1991 und seine selbst geplante Beerdigung wird zur letzten großen Inszenierung. Die folgenden zwei Jahre setzt sich Niki de Saint Phalle für das Erbe ihres Ehemanns ein und vollendet die bereits 1969 begonnene, überdimensionale Skulptur Kopf/Le Cyclop im Wald von Fontainebleau. Retrospektiven in Bonn und Arbeiten in Paris bestimmen die nächsten Jahre. Ihre gesundheitliche Situation verschlechtert sich, sodass sie regelmäßig auf ein Atemgerät angewiesen ist. Ihre Ärzte raten ihr, nach San Diego zu gehen, und tatsächlich verbessert sich ihre Gesundheit so, dass sie ohne Atemgerät auskommt. Sie beginnt neue Motive für sich zu entdecken, darunter nach Besuchen von SeaWorld Orkas, die sie zum Teil in Anlehnung an Tinguelys Werk mechanisch in Bewegung zusammensetzt und auseinanderfallen lässt. Ein weiteres Motiv ist das Gleitschirmfliegen – die letzten Einstellungen des Films zeigen Niki de Saint Phalle mit einem Gleitschirm hoch in der Luft fliegend.

## Produktion
Niki de Saint Phalle verbindet Zeitzeugeninterviews mit zeitgenössischen Aufnahmen und Filmausschnitten. Zu sehen sind Szenen der Filme Daddy, Niki und Un rêve plus long que la nuit. Dokumentarszenen in Südfrankreich, in der Toskana und in San Diego wurden vor Ort ab 1993 gedreht.
Der Film erlebte im November 1995 auf dem Leipziger IFF seine Premiere. Er kam am 1. Februar 1996 in die Kinos. Am 20. Oktober 1997 erschien er auf Video sowie 2005 auf DVD.
Niki de Saint Phalle wird im Film von Andrea Jonasson synchronisiert. Der Film verzichtet auf zusätzliche Kommentare.

## Kritik
Der Filmdienst nannte Niki de Saint Phalle ein „beeindruckend komponierte[s] Porträt […] Auf geradezu sinnliche Weise macht der Film Lust auf Reisen zu den Schauplätzen der fantasievoll-poetischen Kunstobjekte und zeigt gleichzeitig, wie man sich durch Intoleranz gegenüber neuen und provokativen Kunstformen eines solchen Vergnügens selbst berauben kann.“
„Ein Leben für die Kunst, ein Porträt für die Sinne“, schrieb Cinema.
Der Spiegel kritisierte, dass der Film in seinem Verlauf „zu einer Hommage der Künstlerin an sich selbst [wird]. Nichts erfährt der Zuschauer über ihre erste abenteuerliche Ehe mit dem Schriftsteller Harry Mathews, die Kunstkritik wird vollkommen ausgespart. Etwas Distanz hätte Schamonis ehrerbietigem Porträt gutgetan.“

## Auszeichnungen
Niki de Saint Phalle erhielt 1995 beim Bayerischen Filmpreis den Dokumentarfilmpreis. Er war zudem 1996 für den Deutschen Filmpreis in der Kategorie Bester programmfüllender Spielfilm nominiert.
Die Filmbewertungsstelle vergab für Niki de Saint Phalle 1995 das Prädikat „Besonders wertvoll“. In der Jurybegründung hieß es unter anderem, dass es ein „faszinierender Film [sei], sowohl von seiner filmischen Gestaltung her als auch von den Aussagen der Künstlerin Niki de Saint Phalle und ihren Werken. Er ist ein Meisterstück eines Filmemachers, der einen absolut souveränen Zugang zu dieser Künstlerin hat.“ Der Film verschaffe dem Zuschauer „einen erweiterten Zugang zur Künstlerin“, der Film setzte hohe Maßstäbe für zukünftige Künstler-Biografien.